# Boxtel
Boxtel este o comună și o localitate în provincia Brabantul de Nord, Țările de Jos.

## Localități
Boxtel, Lennisheuvel, Liempde
1. 1 2 3  Woonplaatsen in Nederland 2021 (în neerlandeză), accesat în 14 iunie 2022
2. ↑  register of public bodies, accesat în 21 ianuarie 2023